# Pirunipygus
Pirunipygus is een geslacht van hooiwagens uit de familie Gonyleptidae.
De wetenschappelijke naam Pirunipygus is voor het eerst geldig gepubliceerd door Roewer in 1936. 

## Soorten
Pirunipygus is monotypisch en omvat slechts de volgende soort:
- Pirunipygus paradoxus